# (3287) Olmstead
(3287) Olmstead est un astéroïde de la ceinture principale aréocroiseur.

## Description
(3287) Olmstead est un astéroïde aréocroiseur. Il présente une orbite caractérisée par un demi-grand axe de 2,37 UA, une excentricité de 0,30 et une inclinaison de 12,1° par rapport à l'écliptique.

## Compléments